# Oude

Localização de Oude na Índia atual

Oude, Aúde ou Awadh (grafia oficial atual em inglês; pronúnciaⓘ; devanágari: अवध), também mencionada nos textos históricos britânicos como Oudh, é uma região no centro do atual estado indiano de Utar Pradexe que, antes da independência, era conhecido como Províncias Unidas de Oude e Agra. A capital tradicional de Oude é Lucknow, que atualmente é a capital do estado moderno.
A definição geográfica moderna de Oude inclui os distritos de Ambedcar Nagar, Baraich , Balrampur, Barabanqui, Faizabade, Gonda, Hardoi, Laquimpur Queri, Lucknow, Pratapgar, Rai Bareilly, Sravasti, Sitapur, Sultampur, e Unnao. A região é lar de um dialeto distinto, o awadhi.
A unidade política de Oude remonta ao Reino de Côssala, com Aiódia como capital. O Oude moderno tem menções históricas somente no tempo de Akbar, na segunda metade do século XVI.
Oude foi uma província do Império Mogol, governada por um nababo (governador provincial) a partir da capital Lucknow. Com o enfraquecimento das instituições centrais do império no século XVIII, essa província e o seu nababo se tormaram um principado independente.
Oude era conhecido como o armazém da Índia e era importante estrategicamente para o controle da planície gangética. Assinou um tratado com a Companhia Britânica das Índias Orientais em 1765, e, com o tempo, ficou efetivamente dependente da companhia. Na segunda metade do século, Oude cedeu grande parte do seu território para a companhia. A companhia recrutou muitas das suas tropas desse reino, e manteve lá um residente. Em 1819, declarou independência do Império Mogol, um dos poucos estados principescos a fazê-lo.
Em 1856, primeiro, a Companhia das Índias Orientais deslocou as suas tropas para a fronteira, e depois anexou o estado, que foi colocado sob o governo de um chefe encarregado. Uajide Ali Xá, o então nababo, foi preso, e depois exilado pela Companhia. Na subsequente Revolta de 1857 o seu filho de 14 anos Birjis Qadr foi coroado rei. Após a derrota dos revoltosos, ele e outros líderes rebeldes foram exilaram-se no Nepal.
Essas tropas da companhia que eram recrutadas do estado, junto com parte da nobreza do estado, tiveram um papel importante nos eventos de 1857. Os revoltosos tomaram controle de Oude, e levou aos britânicos 18 meses para reconquistar a região. Oude foi posta de novo sob controle de um chefe encarregado, e foi governada como uma província britânica.

## Sob o jugo dos mogóis
Até 1819, Oude foi uma província do Império Mogol, administrada por um nababo. Saadate Cã Buranul Mulque tornou-se um nababo em 1722 e estabeleceu a sua côrte em Faizabade, próximo a Lucknow. Ele tirou vantagem de um Império Mogol enfraquecido em Déli para pôr a fundação da dinastia Oude. O seu sucessor foi Safdarjungue, um nobre muito influente na corte mogol em Deli.
Oude era conhecido como o armazém da Índia, e era importante estrategicamente para o controle de Doaba, a planície fértil entre os rios Ganges e Yamuna. Era um reino muito opulento, podendo manter a sua independência contra ameaças dos maratas, dos britânicos e dos afegães.
O terceiro nababo, Shuja-ud-Daula, foi derrotado pelos britânicos após ajudar Mir Qasim, o nababo fugitivo de Bengala. Foi derrotado na Batalha de Buxar pela Companhia Britânica das Índias Orientais, e foi forçado a pagar pesadas multas e ceder partes do seu território. Os ingleses designaram um residente em 1773, e, com o tempo, obtiveram controle de mais território e autoridade no estado.
O quarto nababo, Asaf-ud-Daula, mudou a sua capital de Faizabade para Lucknow e fundou uma grande cidade. O seu governo viu a construção do Asafi Imambara e do Roomi Darwaza, que ainda são as maiores maravilhas arquitetônicas da cidade.
Em 1798, o quinto nababo, Wazir Ali Shah, malquistou ambos o seu povo e os ingleses, e foi forçado a abdicar. Os ingleses, então, ajudaram Saadat Ali Khan a subir ao trono. Saadat Ali Khan foi um rei fantoche, que, no tratado de 1801, cedeu metade de Oude para a Companhia Britânica das Índias Orientais e também concordou em desistir da sua tropa em favor de um exército extremamente caro controlado por ingleses. Esse tratado fez de Oude efetivamente um vassaki da Companhia Britânica das Índias Orientais, apesar de ter continuado a ser parte do Império Mogol até 1819.

## A influência britânica
O tratado de 1801 formou um arranjo que foi muito benéfico para a Companhia. Eles puderam usar a grande quantidade de tesouros de Oude, pagando taxas reduzidas. Os nababos eram reis cerimoniais, ocupados com a pompa mas com pouca influência nos assuntos do estado. Por volta da metade do século XIX, todavia, os ingleses ficaram impacientes com o arranjo e quiseram controle direto. Eles começaram a procurar por desculpas, que os nababos, em decadência, logo aceitaram.

## Culinária oude
A região de Oude tem um estilo distinto de culinária, com vários tipos de biryanis e kebabs sendo pratos muito populares.